# Contrada Campiglione
La contrada Campiglione è una delle dieci contrade della città di Fermo, rappresentanza dell'omonima frazione. Fa parte delle 4 contrade foranee.

## Storia
Il termine Campiglione sembra derivare dal latino campolius, diminutivo di campus. I primi documenti archivistici sembrano risalire al 996, in questi scritti tra i confini dei terreni concessi in usufrutto, figurano quelli della chiesa di Sant'Andrea in fundo Paternioni, una delle più antiche chiese rurali nell'area di Campiglione.
L'esistenza di un Castrum Campolioli sembra risalire al 10 giugno dell'anno 1214 quando il marchese Aldobrandino d'Este per premiare i fermani conferma loro ogni privilegio e un certo numero di castelli tra cui appunto Castrum Campolioli

### Confini
La contrada Campiglione è situata nella periferia ad ovest della città di Fermo sulla sponda nord del fiume Tenna.
Oggi conta 1.200 abitanti.

## Albo d'Oro
- Palii dell'Assunta: 5 (1993, 1999, 2006, 2014, 2022)
- Contesa del pallino: 1 (1993)
- Tiro al Canapo: 1 (2013)
- Tiro per l'Astore: 1 (2002)
- Gallo d'oro: 0